# Thelotrema phlyctidioides
Thelotrema phlyctidioides är en lavart som först beskrevs av Johannes Müller Argoviensis, och fick sitt nu gällande namn av Hale 1980. Thelotrema phlyctidioides ingår i släktet Thelotrema och familjen Thelotremataceae.   Inga underarter finns listade i Catalogue of Life.